# The Fat Man (chanson)
Pour les articles homonymes, voir Fatman.
Singles de Fats Domino
Boogie-Woogie Baby
(1950)
The Fat Man est une chanson de rhythm and blues coécrite par Fats Domino et Dave Bartholomew et enregistrée par Fats Domino en décembre 1949. Elle est considérée comme l'un des premiers rock 'n' roll.

## Histoire
The Fat Man a été enregistrée pour Imperial Records au J&M Studio de Cosimo Matassa (en) sur Rampart Street à La Nouvelle-Orléans le dimanche 10 décembre 1949. Lew Chudd, fondateur d'Imperial, avait demandé à Dave Bartholomew de lui présenter des talents locaux de La Nouvelle-Orléans et avait été impressionné par Fats Domino qui jouait dans le Ninth Ward (en).
Domino jouait avec Earl Palmer à la batterie, Frank Fields à la contrebasse, Ernest McLean à la guitare, et les saxophonistes Herbert Hardesty, Clarence Hall, Joe Harris, et Alvin Tyler.
Le disque sortit quelques semaines plus tard et fut un succès à La Nouvelle-Orléans pour Noël 1949. Il s'agit du premier single de Fats Domino, avec Detroit City Blues sur la face B. Une publicité d'Imperial revendiquait avoir vendu 10 000 copies du disque en 10 jours à La Nouvelle-Orléans seulement, The Fat Man devint un succès national en janvier 1950 et le million de ventes fut atteint en 1953.
En 2016, la chanson a reçu le Grammy Hall of Fame Award.

## Musique
La musique de The Fat Man est une variation sur le standard de La Nouvelle-Orléans Junker's Blues (en) de Drive 'Em Down (en), qui a fourni la musique de Lawdy Miss Clawdy de Lloyd Price et Tipitina de Professor Longhair.
Dans The Fat Man, Fats Domino joue au piano, avec le chant et la section rythmique en syncope sur le 2e et le 4e temps. Earl Palmer a dit que c'était le premier enregistrement d'un batteur ne jouant que sur les temps faibles, ce qui vient du « out chorus » du Dixieland.
Fats Domino scatte un chorus avec un wah-wah de fausset, créant une variation sur le chant similaire à une trompette bouchée Dixieland.

## Paroles
Les paroles évoquent les femmes créoles au carrefour de Rampart Street et Canal Street, point de rencontre du quartier noir et du quartier blanc.

## Utilisations
The Fat Man figure dans la bande son du jeu vidéo Mafia II de 2010, avec un léger anachronisme, puisque que la chanson ne peut être écoutée que dans la partie du jeu qui se déroule en 1945.